# Боријум
Боријум (Bh, лат. bohrium), претходно уннилсептијум (Uns), прелазни је метал и атомским бројем 107. Назив је добио по данском физичару Нилсу Бору.
Добио је име по данском физичару Нилсу Бору. Пошто је вештачки елемент, не налази се у природи него се може добити искључиво у лабораторији. Он је Радиоактиван елемент, и његов најстабилнији изотоп, 270Bh, има време полураспада од око 61 секунде, мада постоји, још увек не потврђено, откриће изотопа 278Bh који би могао имати нешто дуже време полураспада од 690 секунди.
У периодном систему елемената налази се у d-блоку трансактиноидних елемената. Члан је 7. периоде те спада међу елементе 7. групе као пети члан  серије прелазних метала. Хемијски експерименти потврдили су да се боријум понаша као тежи хомолог метала ренијума, који је такође у 7. групи елемената. Хемијске особине боријума до данас су само делимично истражене, али се сматра да оне доста наликују хемији других елемената из 7. групе.

## Историја
Две групе научника тврдиле су прву синтезу и откриће овог елемента. Доказ постојања боријума први је пружио совјетски истраживачки тим 1976. године, на челу којег се налазио Јуриј Оганесијан. Они су извршили експеримент бомбардовања мете сачињене од изотопа бизмута-209 и олова-208 јако убрзаним језгрима метала хрома-54 и мангана-55. Запажене су две активности, једна са временом полураспада од једне до две милисекунде, а друга са приближним временом полураспада од пет секунди. Пошто је однос интензитета ове две активности остао константан током целог експеримента, касније је донесен закључак да прва активност потиче од изотопа боријума-261, док се код друге активности ради о његовој „ћерки”-изотопу елемента дубнијума-257. Наредна истраживања исправила су претпоставке да се заправо радило о изотопу дубнијум-258, који се заиста и полураспада за пет секунди (Db-257 има време полураспада од једне секунде). Међутим, време полураспада које је измерено за родитељски нуклид било је знатно краће од времена полураспада која су касније измерена код коначног, несумњивог открића боријума у Дармштату 1981. године. Радна група IUPAC/IUPAP (TWG) закључила је да иако се у овом експерименту можда и радило о дубнијуму-258, доказ добијања његовог родитељског нуклида Bh-262 није био довољно убедљив.
Године 1981. немачки тим научника који су предводили Петер Армбрустер и Готфрид Мензенберг при Центру за истраживање тешких јона ГСИ Хелмхолц (GSI Helmholtzzentrum für Schwerionenforschung) у близини Дармштата бомбардовали су мету сачињену од бизмута-209 убрзаним језгрима хрома-54 чиме су добили пет атома изотопа боријума-262:
Ово откриће касније је поткрепљено њиховим детаљним мерењима ланца алфа-распада произведених атома боријума до већ раније познатих изотопа елемената фермијума и калифорнијума. Трансфермијска радна група IUPAC/IUPAP-a (TWG) прихватила је у свом извештају 1992. године групу научника из ГСИ института као званичне проналазаче елемента боријума.
Немци су предложили назив нилсборијим, да би наградили Нилса Бора, а Руси су се залагали за назив дубнијум. Несугласице су довеле до тога да елемент привремено добије име унилсептијум.
Године 1994. комитет IUPAC-а је предложио име боријум. Ипак несугласице су постојале све до 1997. када је добио данашњи назив.

## Особине

### Изотопи
Боријум нема стабилних нити природних изотопа. Синтетисано је неколико радиоактивних изотопа у лабораторији, било путем фузије два атома или детекцијом изотопа током распада неког тежег елемента. До данас познато је 12 различитих изотопа боријума са атомским масама 260–262, 264–267, 270–272, 274 и 278, међу којим се за боријум-262 зна да има још једно метастабилно стање. Постојање свих наведених изотопа је потврђено експериментима, осим изотопа 278Bh. Сви изотопи се распадају искључиво алфа распадом, мада се за неке, још неоткривене, изотопе предвиђа да би се могли распадати спонтаном фисијом.
Лакши изотопи боријума углавном имају краћа времена полураспада, а која се крећу од мање од 100  код изотопа 260, 261, 262 и 262m. Изотопи 264, 265, 266 и 271Bh су стабилни око једне секунде, док изотопи 267 и 272 имају времена полураспада од око десет секунди. Најтежи изотопи су уједно и најстабилнији, јер су за изотопе 270 и 274 измерена времена полураспада од 61  и 40 , док се за још тежи, али још увек непотврђени, изотоп 278 претпоставља да би могао имати још дуже време полураспада од око 690 . До сад још неоткривени изотопи 273 и 275Bh могли би имати чак и дуже време полураспада од око 90 односно 40 минута. Пре него што је откривен, за изотоп 274 се претпостављало да би могао имати доста дуго време полураспада од око 90 минута, али је након открића измерено време од само 40 секунди.
Изотопи „богати” протонима са масама 260, 261 и 262 директно су добијени методом хладне фузије, а изотопи са масама 262 и 264 откривени су и у ланцу распада елемената мајтнеријума и рендгенијума. Изотопи „богати” неутронима са масама 265, 266 и 267 добијени су зрачењем узорака неких актиноида. Пет изотопа најбогатијих неутронима са масама 270, 271, 272, 274 и 278 (непотврђен) „појавили” су се у ланцу распада изотопа 282, 287, 288, 294 и 290Fl. Тих 11 изотопа имају времена полураспада у распону од 10 милисекунди код  до једне минуте код 270 и 274, а која се продужавају на око 12 минута код непотврђеног изотопа 278Bh, за који се сматра да би могао бити један од најдуже живућих супертешких нуклида.

### Хемијске
Боријум је пети члан  серије прелазних метала и најтежи члан 7. групе елемената у периодном систему, испод мангана, технецијума и ренијума. Сви чланови 7. групе исказују оксидационо стање +7 својствено тој групи, а оно постаје све стабилније како се „силази” низ групу (посматрајући у стандардном ПСЕ). Стога се за боријум очекује да гради стабилно стање +7. Осим тога, технецијум такође исказује и стабилно +4 стање док ренијум показује и стабилна стања +4 и +3. Идући тим трендом, за боријум се очекује да би такође могао имати слична нижа стања. Више оксидационо стање +7 би са већом вероватноћом могло постојати у оксианјонима као што су перборијумати BhO−
4, аналогно лакшим перманганатима, пертехнецијуматима и перренатима. Ипак, за боријум(VII) се претпоставља да би врло вероватно могао бити нестабилан у воденим растворима, те би се вероватно могао лако да се редукује до нешто стабилнијег боријума(IV). За технецијум и ренијум је познато да граде испарљиве хептоксиде опште формуле , те би и боријум такође могао градити испарљиви оксид . Такав оксид би требао да буде растворљив у води, градећи перборичну киселину, .
Ренијум и технецијум граде спектар оксихалида путем халогенације оксида. Хлоринацијом оксида добијају се оксихлориди , те би се тако овом реакцијом требао формирати и . Флуоринацијом се добијају још и  и  код тежих елемената поред једињења ренијума као што су  и . Према томе, настанак оксифлуорида боријума би могао помоћи у аналитичком доказивању особина ека-ренијума. Пошто су оксихлориди асиметрични, они би требали имати знатно повећане диполне моменте, како се иде доле низ 7. групу, а требали би постајати све мање испарљиви редоследом  >  > : ово је и експериментално потврђено 2000. године мерењем енталпија адсорпције за ова три једињења. Вредности за  и  су −51  и −61 ; док је експериментална вредност за  −77,8 , што је веома блиско теоретски очекиваној вредности од −78,5 .

### Физичке
За боријум се очекује да буде у чврстом агрегатном стању при стандардним условима температуре и притиска те да заузима хексагоналну густо паковану кристалну структуру (= 1,62), слично као и његов лакши конгенер ренијум. То би требао бити веома тешки метал густине од око 37,1 3, чиме би требао бити трећи најгушћи елемент од свих, до данас познатих, 118 елемената, мање само од мајтнеријума (37,4 3) и хасијума (41 3), два елемента који га следе у периодном систему. Поређења ради, најгушћи познати елемент чију густину је могуће прецизно измерити, осмијум, има густину од само 22,61 3. Ово је резултат велике атомске тежине боријума, контракција лантаноида и актиноида те релативистичких ефеката, мада је производња довољно великих количина боријума, како би се ова вредност измерила, веома непрактична, а узорак би се врло брзо распао.
За атомски радијус боријума очекује се да износи око 128 . Због релативистичке стабилизације  орбитале и дестабилизације  орбитале, предвиђа се да би јон Bh+ могао имати електронску конфигурацију , отпуштајући  електрон уместо 7s електрона, што је у супротности од понашања његових лакших хомолога мангана и технецијума. С друге стране, ренијум следи образац боријума, отпуштајући  електрон пре 6s електрона, јер се релативистички ефекти појачавају у шестој периоди, где су они, између осталог, „одговорни” за жуту боју злата и ниску тачку топљења живе. За јон Bh2+ се очекује да има електронску конфигурацију . За разлику од њега, за јон ренијума 2+ се очекује да би требао имати конфигурацију , овог пута аналогно мангану и технецијуму. За јонски радијус хексаординираног седмовалентног боријума претпоставља се да би био око 58  (седмовалентни манган, технецијум и ренијум имају вредности 46, 57 и 53 ). Петовалентни боријум могао би имати још већи јонски радијус од 83 .